# Göstjärnen
Göstjärnen är en sjö i Härjedalens kommun i Hälsingland och ingår i Ljungans huvudavrinningsområde. Sjön har en area på 0,197 kvadratkilometer och ligger 302 meter över havet.

## Delavrinningsområde
Göstjärnen ingår i det delavrinningsområde (689999-146887) som SMHI kallar för Mynnar i Stensån. Medelhöjden är 302 meter över havet och ytan är 11,13 kvadratkilometer. Det finns inga avrinningsområden uppströms utan avrinningsområdet är högsta punkten. Göstjärnbäcken som avvattnar avrinningsområdet har biflödesordning 3, vilket innebär att vattnet flödar genom totalt 3 vattendrag innan det når havet efter 172 kilometer. Avrinningsområdet består mestadels av skog (79 procent). Avrinningsområdet har 0,43 kvadratkilometer vattenytor vilket ger det en sjöprocent på 3,9 procent.